# Total Recall
Total Recall, difuzat sub traducerea Amintire perfectă sau Amintire totală, este un film de acțiune științifico-fantastic american din 1990. În film interpretează actorii Arnold Schwarzenegger, Rachel Ticotin, Sharon Stone, Michael Ironside și Ronny Cox. Se bazează pe o povestire de Philip K. Dick, “Amintiri garantate” (“We Can Remember It for You Wholesale”). Filmul este regizat de Paul Verhoeven după un scenariu de Ronald Shusett, Dan O’Bannon, Jon Povill și Gary Goldman. A câștigat Special Achievement Academy Award pentru efecte vizuale. Coloana sonoră a filmului este compusă de Jerry Goldsmith și a câștigat BMI Film Music Award.
De la lansare, Total Recall a fost lăudat pentru finalul său ambiguu, postulând dacă aventurile lui Quaid sunt reale sau o fantezie și a fost, de asemenea, analizat pentru teme de autoritarism și colonialism. Recenziile retrospective l-au numit unul dintre cele mai bune filme ale lui Schwarzenegger și l-au plasat printre cele mai bune filme science fiction realizate vreodată. Alături de benzi desenate și jocuri video, Total Recall a fost adaptat în seria de televiziune din 1999 Total Recall 2070. O încercare timpurie de continuare, bazată pe The Minority Report a lui Dick, a devenit filmul independent din 2002 Minority Report și un remake din 2012, de asemenea intitulat Total Recall, nu a reușit să reproducă succesul originalului.

## Rezumat
În 2084, Marte este o lume colonizată sub regimul tiranic al lui Vilos Cohaagen, care controlează exploatarea de minereu valoros de turbiniu. Pe Pământ, muncitorul în construcții Douglas Quaid trăiește vise recurente despre Marte și o femeie misterioasă. Intrigat, el vizitează Rekall, o companie care implantează amintiri false realiste, și alege o excursie pe Marte, unde este un agent secret marțian. Cu toate acestea, înainte ca implantul să fie finalizat, Quaid se trezeste, crezând deja că este un agent secret. Crezând că „Agenția” lui Cohaagen a suprimat amintirile lui Quaid, angajații Rekall șterg dovezile vizitei lui Quaid la Rekall și îl trimit acasă.
Acasă, el este agresat de soția sa, Lori, care susține că a fost desemnată să-l monitorizeze pe Quaid de către agenție iar căsătoria lor este un implant de memorie falsă. Fuge, dar este urmărit de bărbați înarmați conduși de Richter, agentul lui Cohaagen și adevăratul soț al lui Lori. Un bărbat care pretinde că este fosta cunoștință a lui Quaid îi face cadou o valiză care conține provizii și o înregistrare video în care Quaid se identifică ca Hauser, un aliat al lui Cohaagen care a dezertat după ce s-a îndrăgostit. Conform înregistrării, Cohaagen i-a spălat creierul lui Hauser pentru a deveni Quaid și a-și ascunde secretele înainte de a-l trimite pe Pământ. Hauser îi cere lui Quaid să se întoarcă pe Marte și să il oprească pe Cohaagen.
Pe Marte, Quaid se sustrage de Richter și o întâlnește pe Melina, femeia din visele sale, care îl cunoaște drept Hauser și crede că încă lucrează pentru Cohaagen. Mutanții îi conduc la o bază rebelă ascunsă, unde Quaid îl întâlnește pe liderul lor, Kuato, care îi citește mintea lui Quaid, aflând că Cohaagen ascunde un reactor extraterestru vechi de 500.000 de ani construit într-un munte care, odată activat, produce aer respirabil.
Cohaagen ordonă ca amintirile lui Hauser să fie restaurate în Quaid și Melina să fie reprogramata ca iubita sa, dar acestia reușesc să evadeze în minele de sub reactor. Quaid activează reactorul care topește miezul de gheață al planetei în gaz care iese la suprafață, formând o atmosferă respirabilă și salvând restul populației de pe Marte. În timp ce toată lumea privește cerul acum albastru, Quaid se întreabă dacă totul a fost un vis, înainte ca el și Melina să se sărute.

## Distribuție
- Arnold Schwarzenegger este Doug Quaid/Hauser, un muncitor în construcții care descoperă că de fapt este agent secret și care călătorește pe planeta Marte pentru a afla adevărata sa identitate și să afle de ce i s-a șters memoria.
- Rachel Ticotin este Melina
- Sharon Stone este Lori Quaid
- Ronny Cox este Vilos Cohaagen, conducătorul coloniei marțiene
- Michael Ironside este Richter, locotenentul-șef al lui Cohaagen
- Marshall Bell este George/Kuato, conducătorul mutanților
- Mel Johnson, Jr. este Benny
- Roy Brocksmith este Dr. Edgemar
- Ray Baker este Bob McClane
- Michael Champion este Helm
- Rosemary Dunsmore este Dr. Renata Lull
- Robert Costanzo este Harry
- Marc Alaimo este Everett